# Leonardo (djur)
För andra betydelser, se Leonardo (olika betydelser).
Leonardo är ett släkte av fjärilar. Leonardo ingår i familjen Crambidae.
Kladogram enligt Catalogue of Life:
| Leonardo | \| \| Leonardo avicennae \| \| \| \| \| \| Leonardo davincii \| \| \| \| |
|          | \| \| Leonardo avicennae \| \| \| \| \| \| Leonardo davincii \| \| \| \| |
|          | Leonardo avicennae                                                       |
|          |                                                                          |
|          | Leonardo davincii                                                        |
|          |                                                                          |